# 相葉健
相葉 健（あいば たけし、1893年（明治26年）1月8日 - 1979年（昭和54年）12月20日）は、大日本帝国陸軍軍人。最終階級は陸軍少将。

## 経歴
1893年（明治26年）に東京府で生まれた。陸軍士官学校第25期卒業。1939年（昭和14年）3月9日に陸軍歩兵大佐に進級し、8月1日に歩兵第19連隊長（関東軍・第3軍・第9師団）に就任した。1942年（昭和17年）9月12日に南方軍幹部候補生隊長に就任し、南方方面に出征。同年10月15日に第53師団司令部附となり、1944年（昭和19年）1月7日に第3警備司令官（東部軍）に就任した。
1945年（昭和20年）5月23日に編制された独立混成第115旅団（第1総軍・第12方面軍・第51軍）の旅団長に6月1日に就任し、6月10日に陸軍少将に進級。終戦時は茨城県芝崎に位置した。
1947年（昭和22年）11月28日、公職追放仮指定を受けた。